# The Godmother (film 1912)
The Godmother è un cortometraggio muto del 1912 diretto da Ralph Ince.

## Produzione
Il film fu prodotto dalla Vitagraph Company of America.

## Distribuzione
Distribuito dalla General Film Company, il film - un cortometraggio in una bobina - uscì nelle sale cinematografiche statunitensi l'8 ottobre 1912, in quelle del Regno Unito il 23 gennaio 1913.